# Cathédrale de l'Intercession de Krasnoïarsk
Pour les articles homonymes, voir Cathédrale de l'Intercession.
La cathédrale de l'Intercession de Krasonoïarsk (en russe : Свято-Покровский кафедральный собор) est un édifice religieux orthodoxe du XVIIIe siècle, le plus ancien des édifices construits en pierre dans la ville de Krasnoïarsk. Il est de style baroque sibérien, et plus particulièrement de l'école de Ienisseïsk.

## Contexte
Deux églises en bois sont d'abord construites à différents endroits dans Krasnoïarsk.
La première au milieu du XVIe siècle. Le grand incendie de la ville de 1773 la détruit de même que presque toute la ville elle-même.
Celle qui la remplace doit être construite en pierre mais finalement, à la demande de l'évêché, c'est une église provisoire en bois qui est construite en 1774, à l'emplacement de l'actuelle Église de l'Annonciation de Krasnoïarsk (ru). Les artisans qui la construisent sont choisis par Mikhaïl Iouchkova parmi ceux de la ville proche de Ienisseïsk où a été construite la cathédrale de la Dormition quelques années plus tôt, entre 1747 et 1774.

## Histoire de la cathédrale

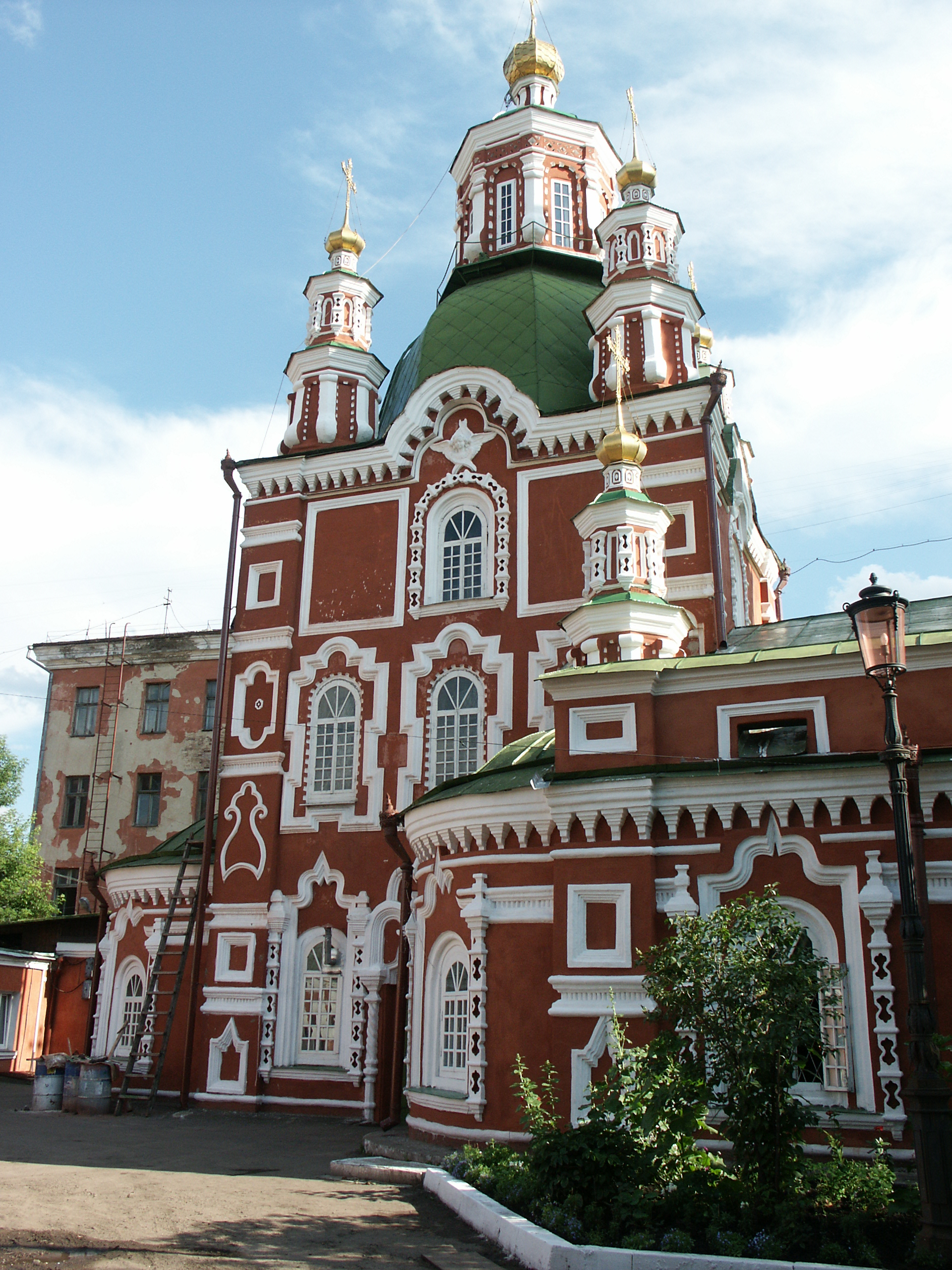
Vue avant restauration : couleur rouge (2006) et toit vert.

La construction s'étale sur les années 1785 à 1795. À l'origine, la cathédrale doit être dédiée à l'Épiphanie mais, finalement, les paroissiens, qui ont rassemblé eux-mêmes les fonds nécessaire pour les travaux, votent le 2 avril 1785 pour la dédier à l'Intercession de la Mère de Dieu.
Vers le milieu de l'année 1789, la cathédrale est presque achevée. La décoration intérieure et les icônes sont issues de l'église en bois. Ce n'est qu'en 1845 que l'iconostase est installée. Trois cloches sont suspendues dans le clocher. Des chapelles latérales chauffées sont consacrées en août 1790. La cathédrale de l'Intercession n'est consacrée que le 30 juin 1795. 
En 1840, l'édifice est sensiblement modifié. Les ailes en pierre sont enlevées et le porche est agrandi. La sacristie est couverte au sol d'un plancher droit. Depuis lors, l'aspect de la cathédrale n'a guerre été modifié. 
Au XXIe siècle, la cathédrale retrouve son aspect original après les années de fermeture durant la période soviétique. La couleur rouge intense a été remplacée par de la couleur blanche et les toitures sont passées du vert au bleu-ciel.

## Architecture
La cathédrale est de style baroque sibérien, et plus particulièrement de l'école de Ienisseïsk.